# Aero Vodochody

Aero (Аеро) — з 1919 року чеський виробник літаків та автомобілів. Штаб-квартира розташована в місті Одолена-Вода. У 1951 році компанія припинила виробництво автомобілів.

## Заснування компанії. Виробництво літаків
«Aero — továrna létadel», тобто «Аеро — авіаційний завод», був заснований в лютому 1919 року, після проголошення незалежності і створення республіки Чехословаччина. Спочатку завод займався ремонтом літаків, але вже в тому ж році почав виробництво літака А1 власної конструкції.
У середині 20-х Кабес (господар заводу) шукає додаткові заробітки у зв'язку з падінням попиту на літаки, за ліцензією він починає випускати кузови фірми Weymann, родзинка кузовів Чарльза Вайманна була в тому, що вони мали дерев'яний каркас, обшитий штучною шкірою. Вони використовувалися в автомобілях різних класів, від шикарних машин, як-от «Роллс-Ройс» і «Хіспано-Сюїза», і до доступних «Татра 12», для яких завод взагалі-то й будував їх. Другим видом бізнесу, яким почав промишляти авіаційний завод, стало виготовлення колясок для мотоциклів.

## Початок виробництва автомобілів
До кінця 1920-х рр. Кабес вирішує вийти на ринок автомобілів. Тут знову з'являється пан Бржетіслав Новотни, якого ми пам'ятаємо по автомобілях Z Disk. Після провалу автомобілів моделі «Диск», він іде із «Збройовка Брно». Цей невтомний фанат одноциліндрових двотактних автомобілів будує з 1928 року 499-кубовий 10-сильний автомобіль «Енка», який виробляла празька фірма F.Kolanda.
Машина заводилася від важеля, який знаходився в салоні, важіль був з'єднаний з тросом, який йшов до шківа колінчастого вала, тобто заведення нагадує принцип газонокосарки.
Рама була зварена із коробчатих лонжеронів, були всього одні двері — зліва, коробка передач була 3-ступінчастою і з'єднувалася із заднім мостом за допомогою кардана, при цьому задній міст не мав диференціала, механічний привід гальм діяв тільки на задні колеса.

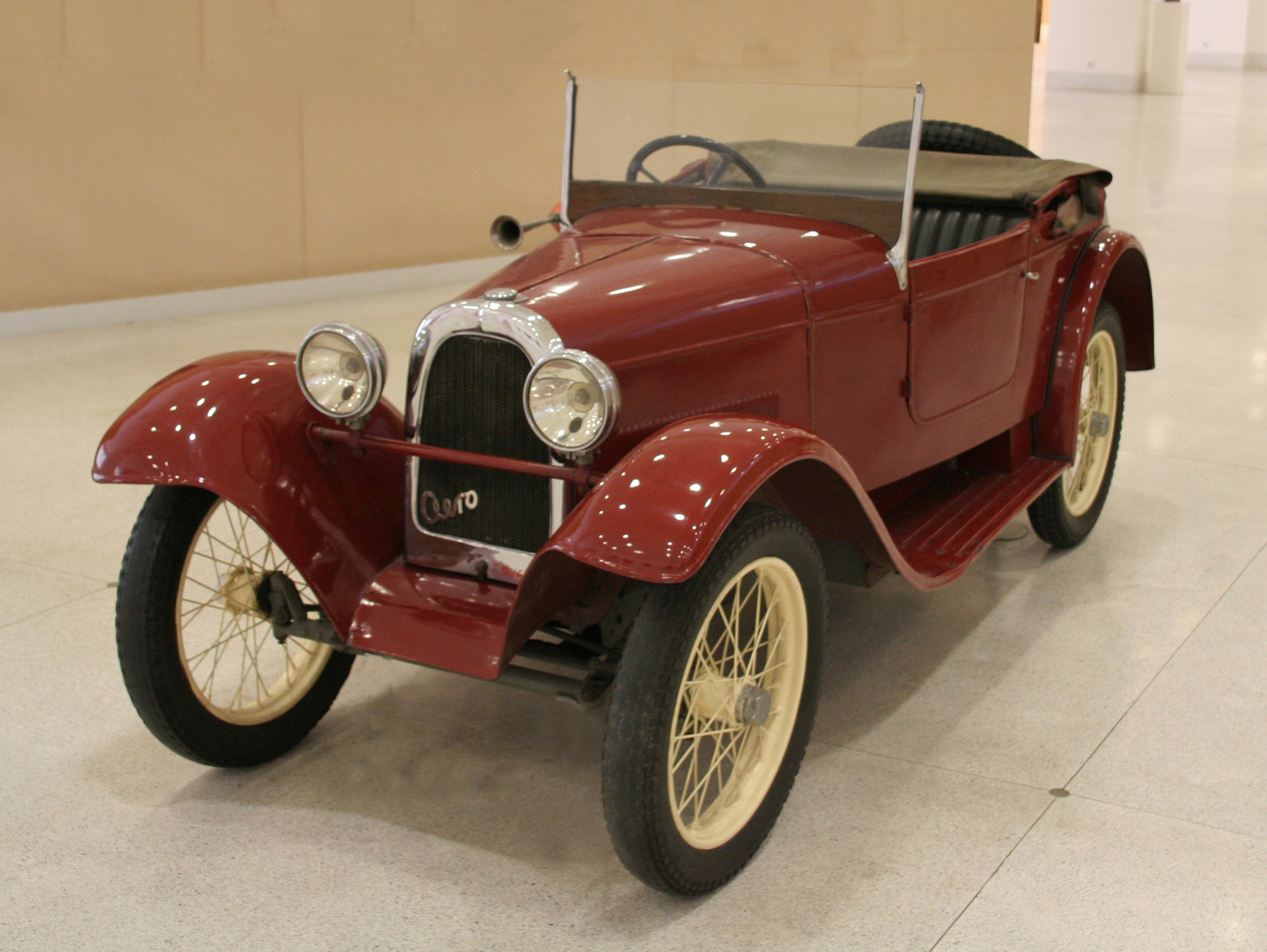
Aero 10 Kabrio

Кабесу сподобався автомобільчик, і в 1929 році він купує ліцензію на цей автомобіль, в тому ж році празький завод фірми «Аеро» починає виробництво автомобілів під ім'ям Aero 10. Сам Новотни виробляв свої автомобілі до 1932 року, випустивши приблизно від 50 до 100 автомобілів (прямих конкурентів «Аеро 10»).

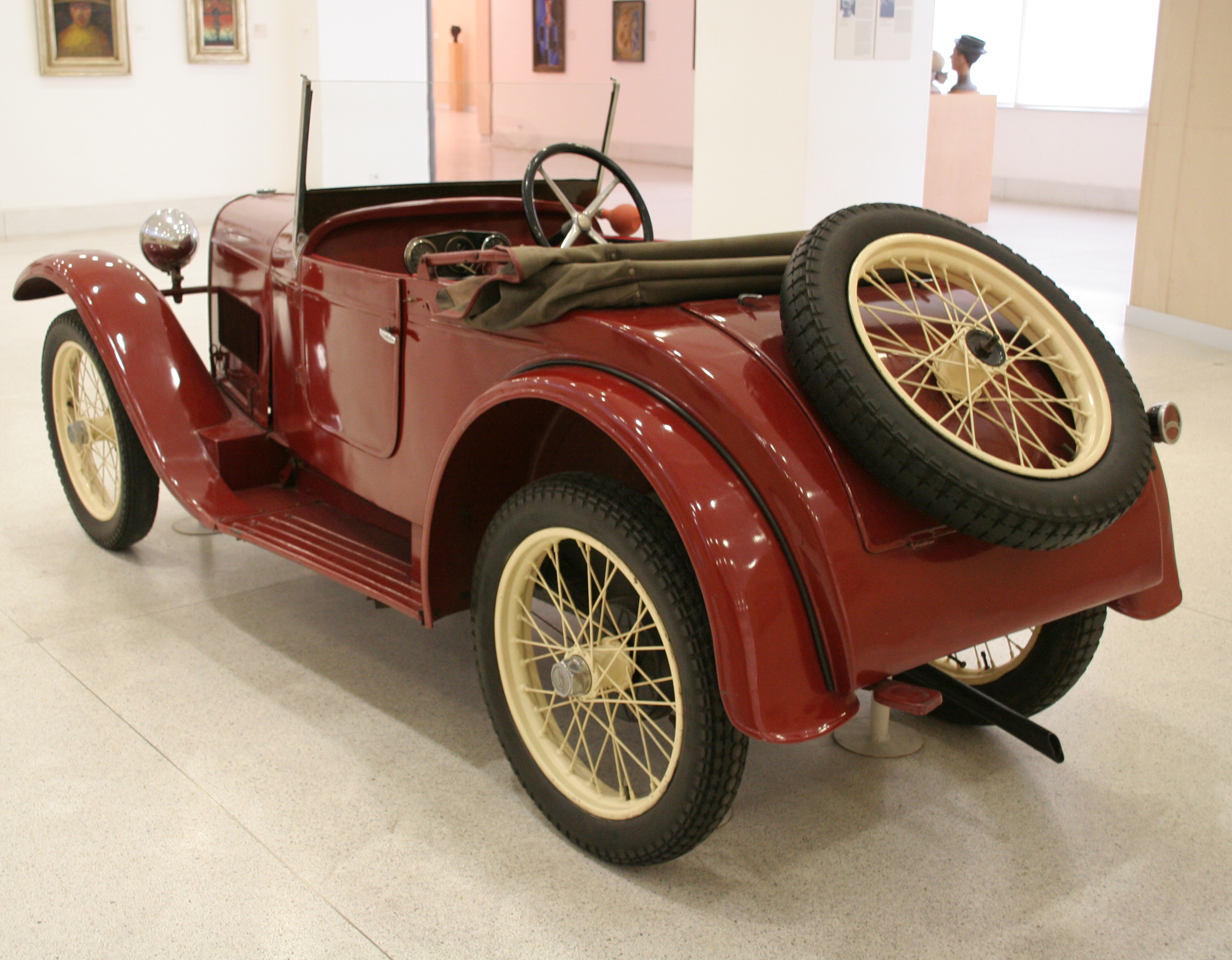
Aero 10 Kabrio

Автомобіль, в принципі, не зазнав змін, крім нахилу лобового скла. Цей авто випускався або з кузовом кабріолет, або з закритим ландо (ландо — імітація під кабріолет).

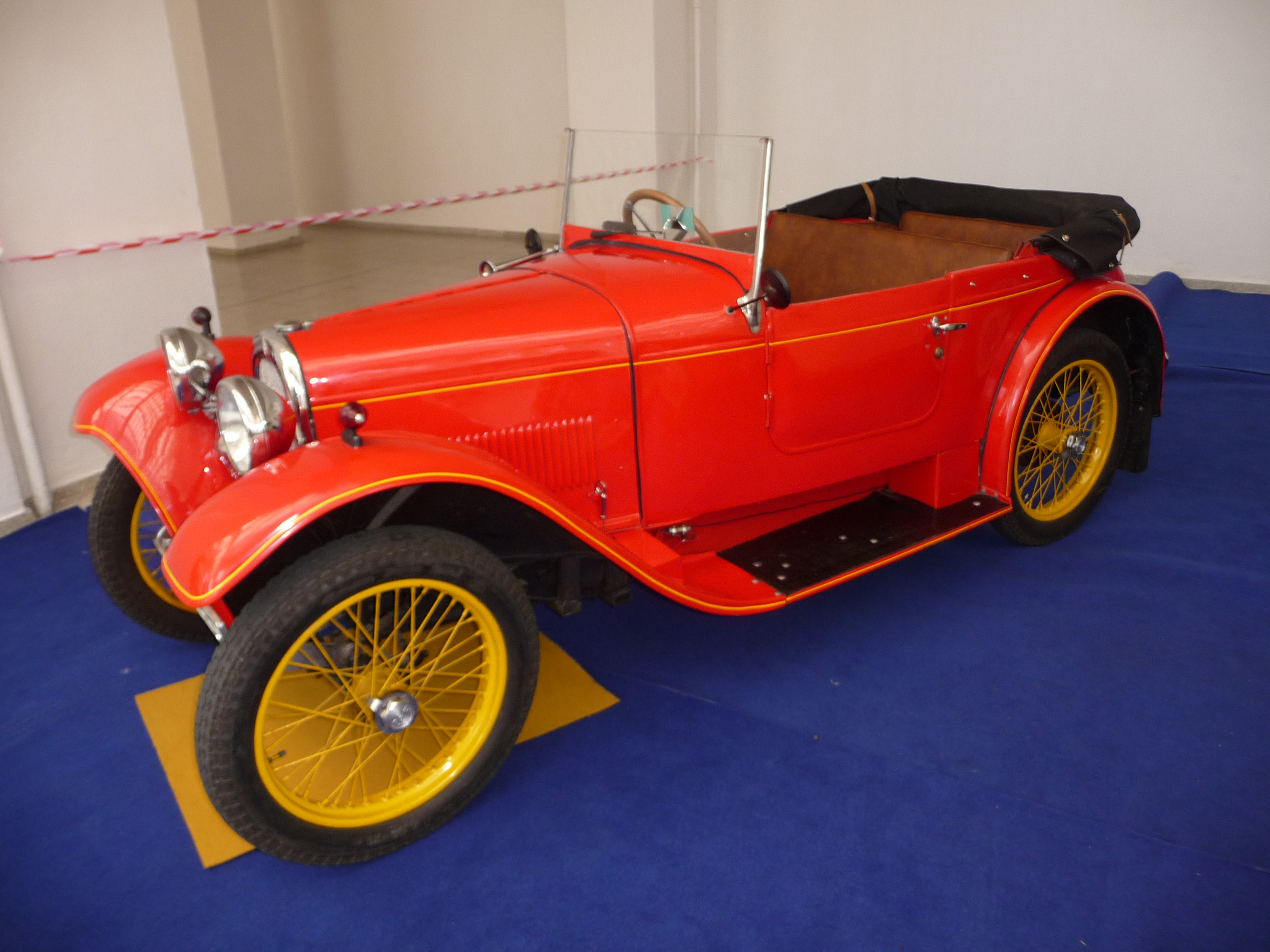
Aero 10 Kabrio

А самим незвичайним варіантом цієї машинки був вантажний варіант.
У рік дебюту машини Богуміл Турек, який випробовував зі своєю молодою дружиною прототип в Орлиних Горах, що в Богемії, вирушив у пробіг Прага — Париж — Брест — Прага — Гамбург — Прага. З собою він узяв механіка Антоніна Находіла, разом вони проїхали 3718 км за 184 години. Після цієї поїздки вони вирушають до Африки через Барселону. В результаті наїздили 14 000 км без особливих поломок, за «Аеро» прикріплюється слоган — «Маленький автомобіль для великих подорожей».

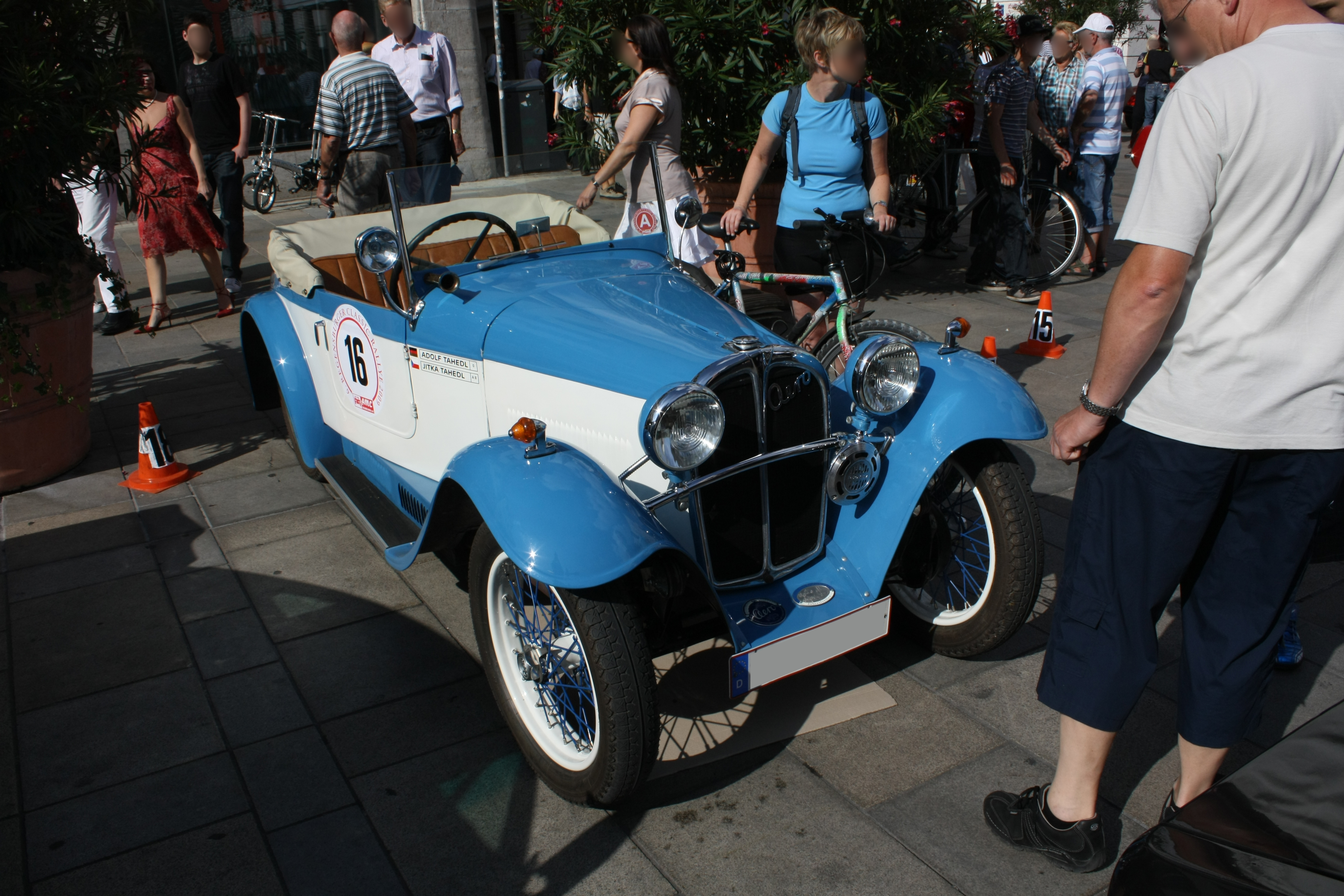
Aero 662 Roadster

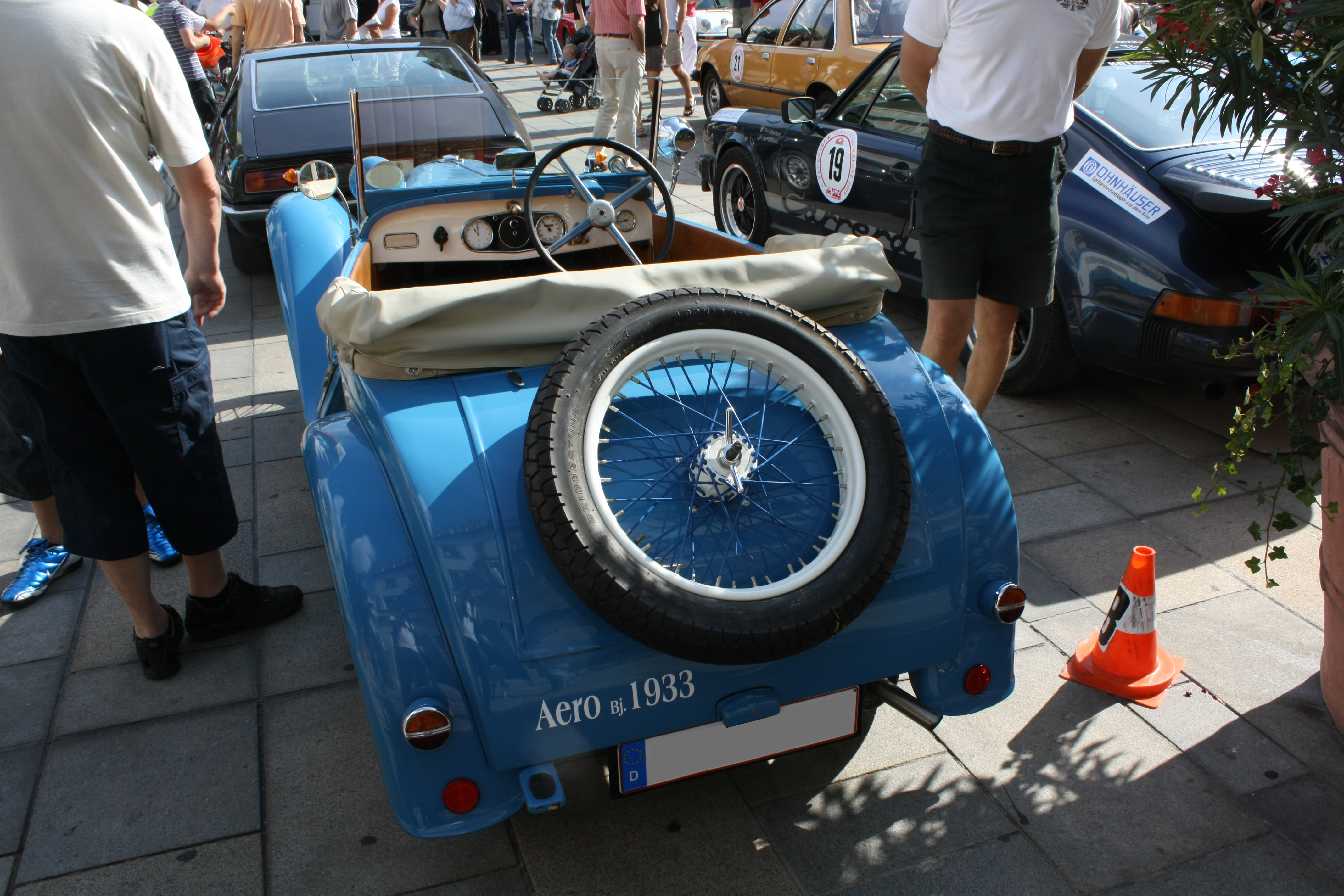
Aero 662 Roadster

«Аеро 10» припинили випускати в 1932 році, випустивши 1359 автомобіля. Але ще в 1931 в серію запускається 2-циліндрова машина, яка отримує індекс 662 за об'ємом двигуна, цей авто розвиває вже 18 к. с. Конструктивно ж автомобіль дуже близький своєму молодшому братові. Але в 1934 авто отримав гальма і на передню вісь.
Автомобільчик цієї моделі випускався як з відкритими кузовами, так і з закритими, крім іншого, були спортивні боліди, які при тому ж моторі розвивали на 10 км/год більше звичайних авто — аж цілих 90 км/год.

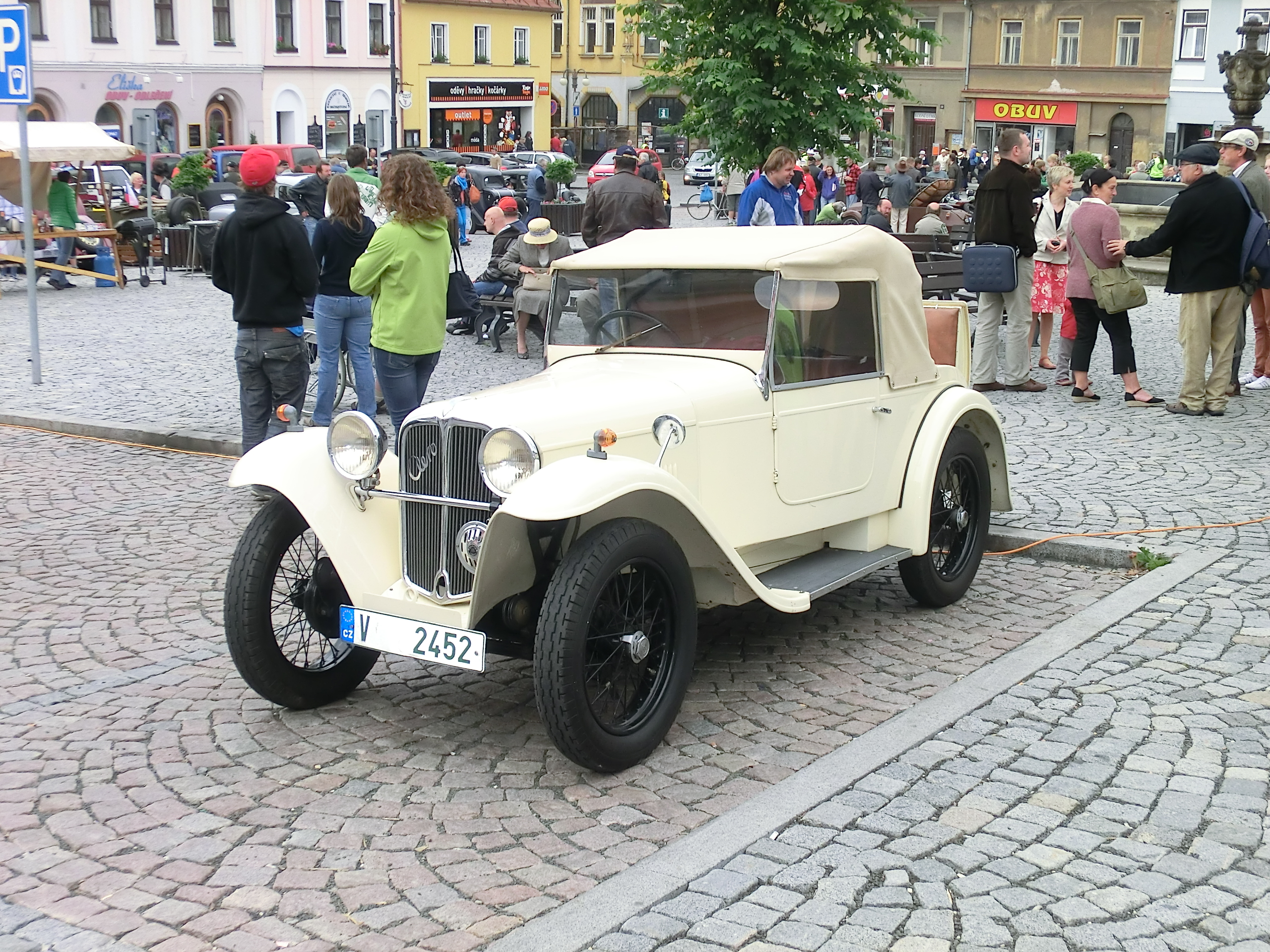
Aero 1000

У 1932 році з'являється варіант з 750-кубовим 25-сильним мотором, який, відповідно, отримує індекс 750, автомобіль у спортивній версії розганяється вже до 100 км/год. Однак 750 було випущено всього кілька штук, тому що її змінила модель 1000. На тому ж шасі (довжиною в 2.28 м) встановили 2-циліндровий літровий мотор, потужністю в 26 сил. По суті, це був спарений мотор 10-ки.
У червні 1932 року цей автомобільчик починає 30000 км нон-стоп пробіг по Чехії, який триває 30 днів. За кермом весь час сидів Богуміл Турек, за цей час серйозних проблем у машини не виникло.
У 1933 році стартує автопробіг із 4-х автомобілів марки «Аеро» в Африку, яких називали «Блакитною командою», експедицією керував Франтішек Олександр Елстнер. Крім нього у пробігу, який склав в цілому 14200 км, брали участь: Єва Елстнерова (його дружина), Ела Славікова і її чоловік Леопольд Славік, Елішке Юнкова (відома гонщиця), Віра Вічкова (одвічна суперниця Юнкової), Зденька Весела, Хельга Мертенова — дружина спонсора пробігу, Ешка Кавалієрова — сестра оператора і за сумісництвом механіка пробігу — Кавалієра. Пробіг був присвячений не тільки рекламі автомобіля як надійного, але й по ходу пробігу велася кінознімання про побут народів.
У 1934 році Елла Славікова брала участь на Чехословацькій 1000-мильній гонці, де посіла 1-ше місце серед жінок, показавши середню швидкість в 76,4 км/год. А до цього вона брала участь в гонках, які проходили в Орлиних Горах, де посіла третє місце в загальному заліку серед учасників свого класу, ну а також 1-ше серед жінок. Спеціально для неї був побудований 4-циліндровий автомобіль шляхом з'єднання 2-х моторів, об'ємом 750 см3, потужність 1.5 л мотора була 40 к. с., що давало йому змогу розвивати швидкість 140 км/год.
А Богуміл Турек в тому ж році бере участь в ралі Монте-Карло, де займає 9 місце у своєму класі (а клас автомобілів був до 1500 см3).
Всього було випущено 236 автомобілів цієї серії.
У 1934 році у конкурентів з'являються нові моделі, і господарі фірми розуміють, що на одних мікролітражках не виїдеш, будується автомобіль іншої концепції, а саме — передньопривідний, мотор все той же — 2-тактний і 2-циліндровий, він має об'єм в той же один літр, що і попередник, але потужність доведена до 30 к. с. Бак автомобіля розташовувався над двигуном, бензин потрапляв в циліндри, змішуючись з маслом в пропорції 1 до 30.

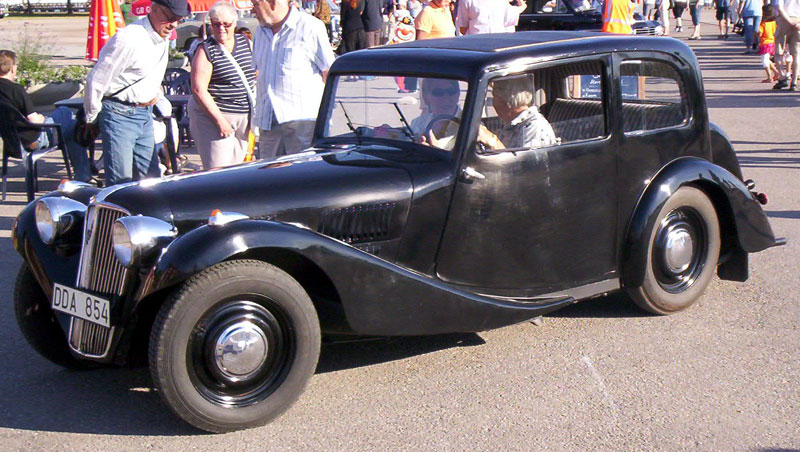
Aero 30 Sedan

Гальма були на всіх колесах автомобіля.
З виходом «Аеро 30» Франтішек Елстнер вирушає на ньому в чергову подорож, цього разу до Шотландії, на пошуки Нессі. З собою він прихопив ще 4-х пасажирів, за час подорожей поломок не сталося. Через рік Турек вирушає в подорож по СРСР, в підсумку там він теж долає 10000 км без поломок, враховуючи дороги на той момент.

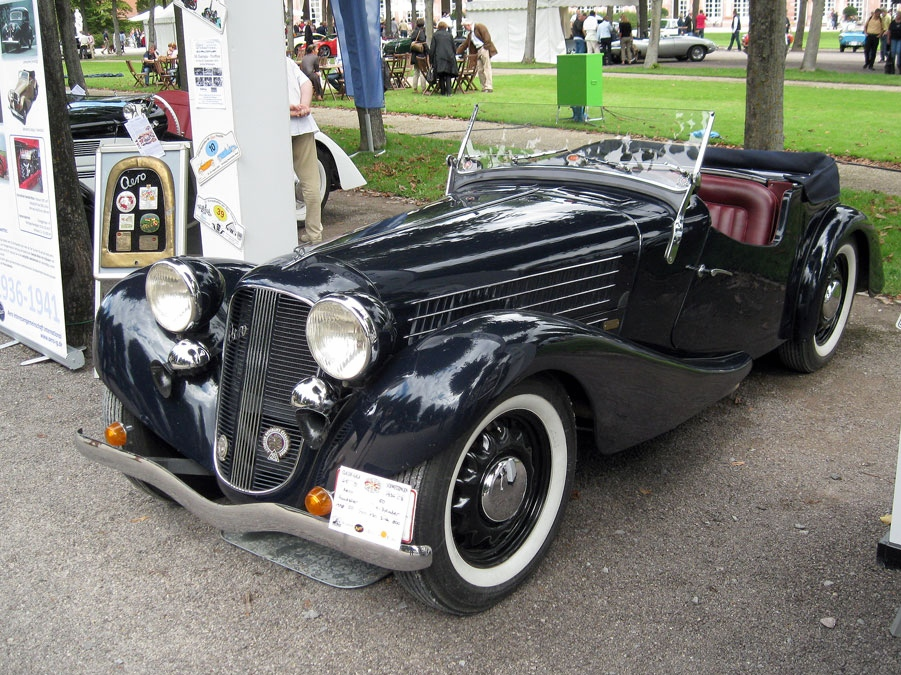
Aero 50 Roadster

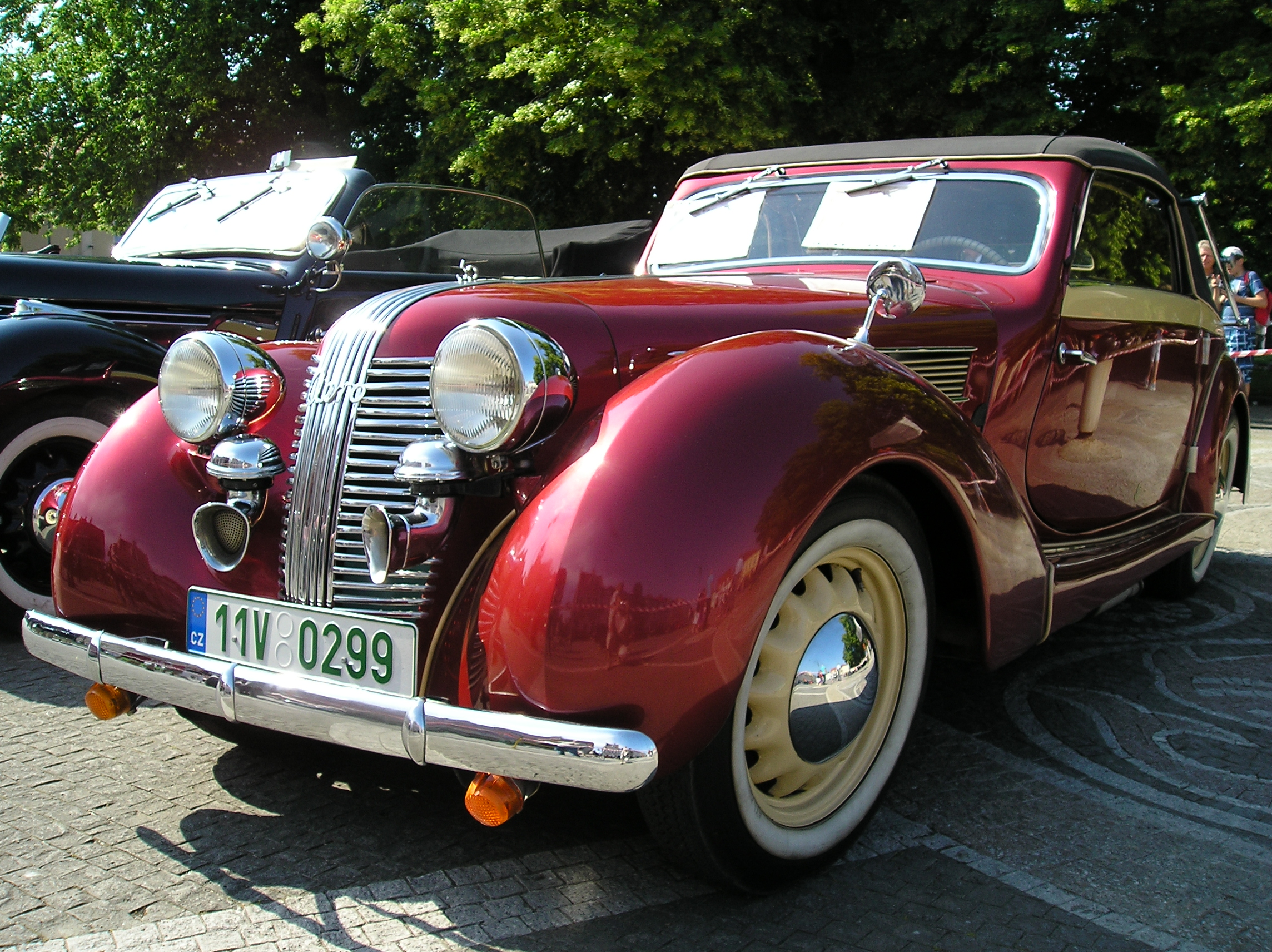
Aero 50 Cabriolet Sodomka

Через 2 роки після появи 30-ї моделі виходить у світ більша 4-циліндрова 2-літрова машина. Вона також має передній привід. Цей мотор завдяки з 2-х моторів 30-ки, на відміну від 30-ї моделі, яка мала термосифонне охолодження (як і всі моделі, починаючи з 10-ки), 50-ка була оснащена водяною помпою і вентилятором радіатора. Гальма отримали гідравлічний привід (з 1937 року їх отримала і 30-ка). Якщо попередники 50-ки комплектувалися переважно заводськими кузовами, то 50-ка в більшості своїй мала кузови сторонніх виробників. Цих автомобілів було випущено 1205 штук за 5 років. На жаль, 50-сильні мотори цієї машини не славилися своєю надійністю.

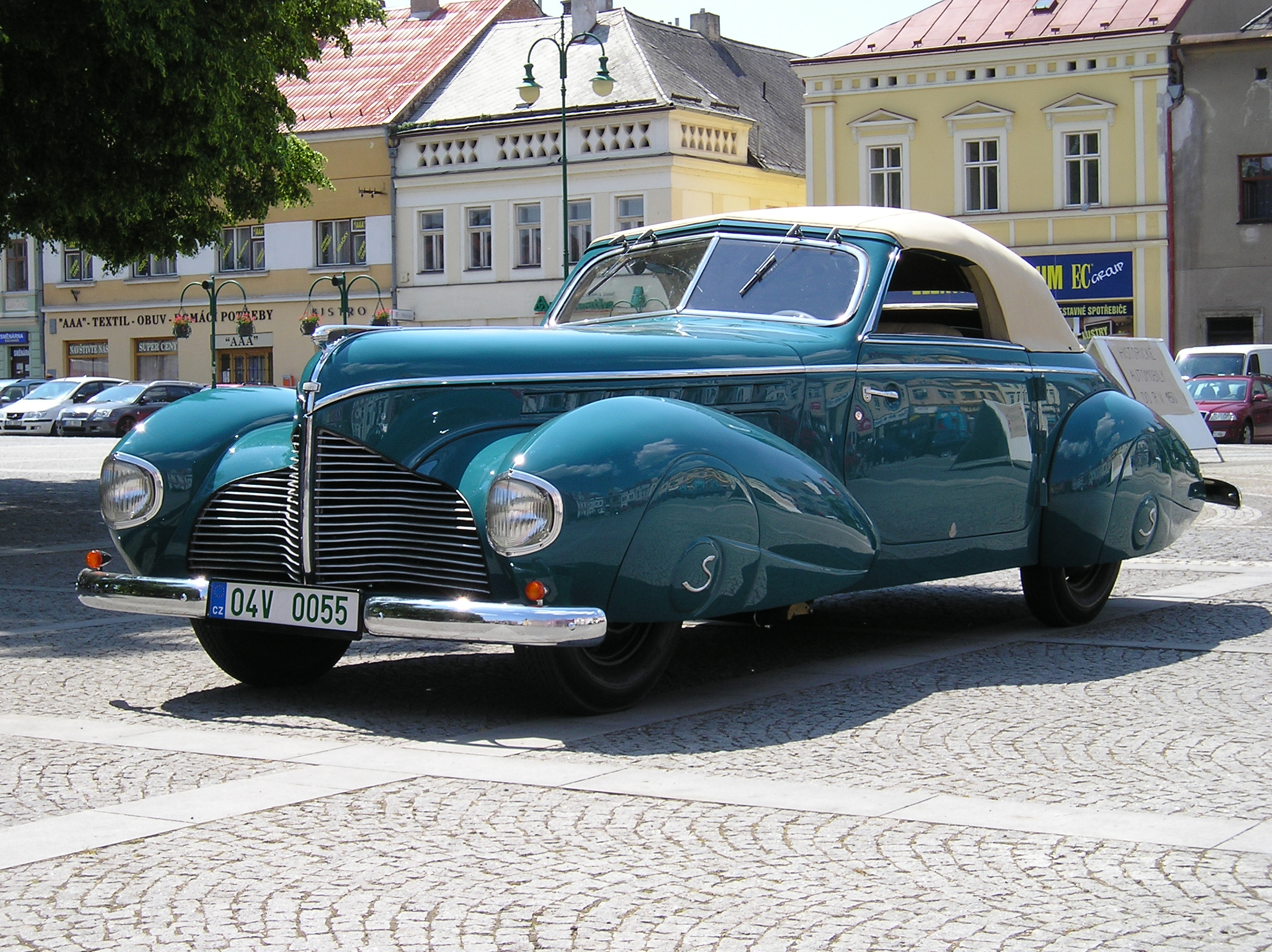
Aero 50 Dynamic Cabriolet Sodomka

«Аеро 50» комплектувалися переважно замовними кузовами, одним із постачальників був Йосип Содомка, з 1938 по 1941 рік він створив 9 кузовів, які назвав «Динамік». На сьогоднішній день збереглося всього два автомобілі.

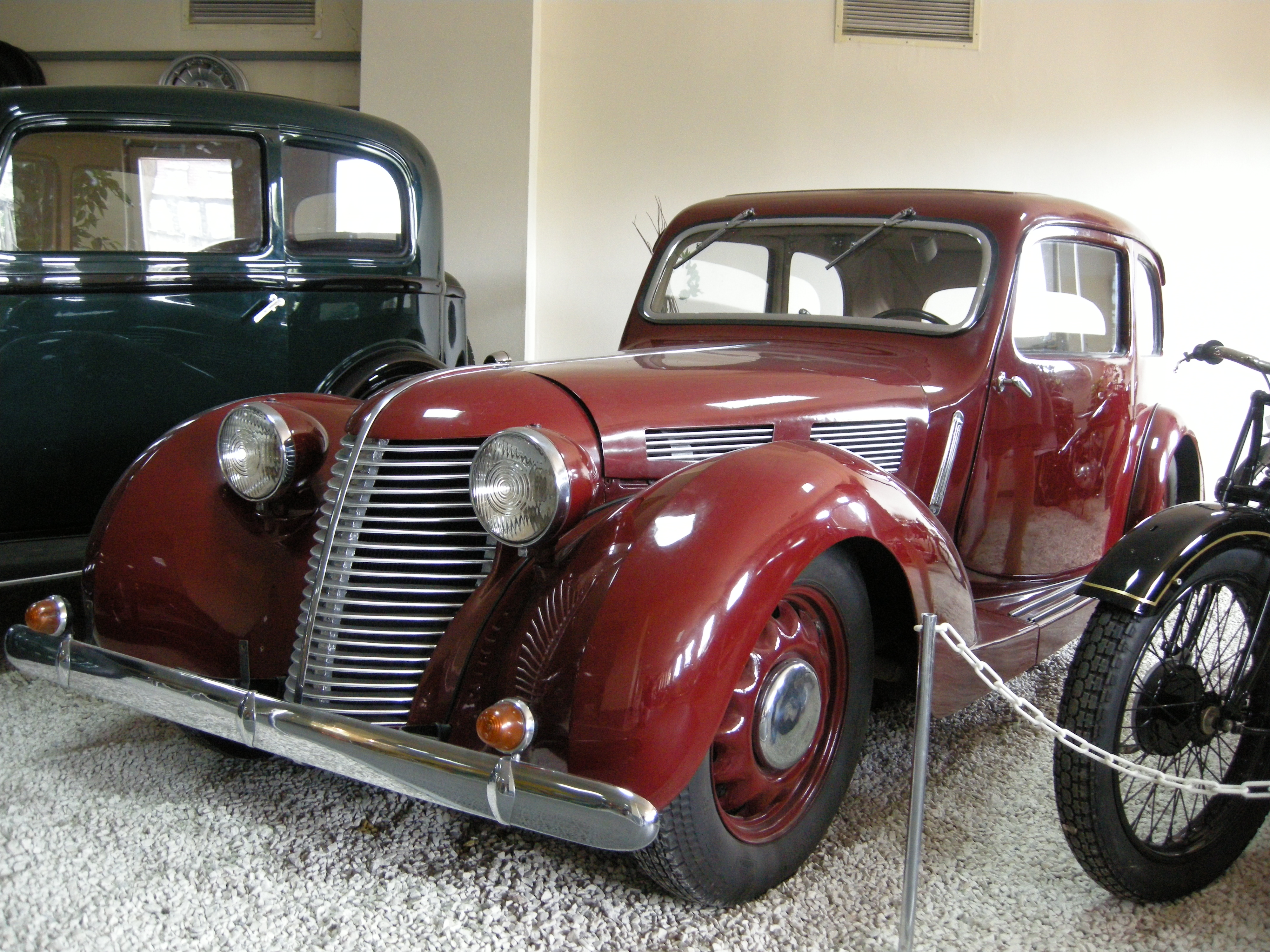
Aero 30 з кузовом універсал невідомого автора

Крім цього фейсліфту піддалася в 1936 році і модель 30, вона отримала іншу решітку радіатора.
З приходом до влади в Чехословаччині нацистів завод, проте, продовжував випускати автомобільну продукцію, не потрібну Вермахту. 1941 року виробництво автомобілів зупинилося, завод перейшов суто на авіаційне виробництво.
Однак в таємниці від свого керівництва, а ясна справа, що таким заводом в цей час завідував офіцер СС, конструктори побудували 2 прототипи — 2-циліндровий 750-кубовий «Поні» і 4-циліндровий більший «Рекорд».
Їх планувалося випускати після закінчення війни. Обидва вони мали гідравлічні гальма і незалежну передню підвіску.
Однак після закінчення війни в серію пішла лише «Аеро 30», яку випускали до 1947 року, всього цих автомобілів було випущено близько 13 000 штук, починаючи з 1934 року і з перервою на війну. Разом з нею завод почав виробляти вантажівку «Шкода 150», машина отримала індекс «Аеро 150».
У 1946 році за рішенням партії завод «Ява», який випускав до Другої сітової війни і автомобілі, і мотоцикли, продовжує випускати тільки мотоцикли. Однак ще до війни «Ява» випускала автомобіль моделі «Мінор», яка була, по суті, ліцензійною «ДКВ Ф2». Під час війни на заводі «Ява» спроєктували прототип Minor II. Цю нову модель і передали заводу «Аеро».

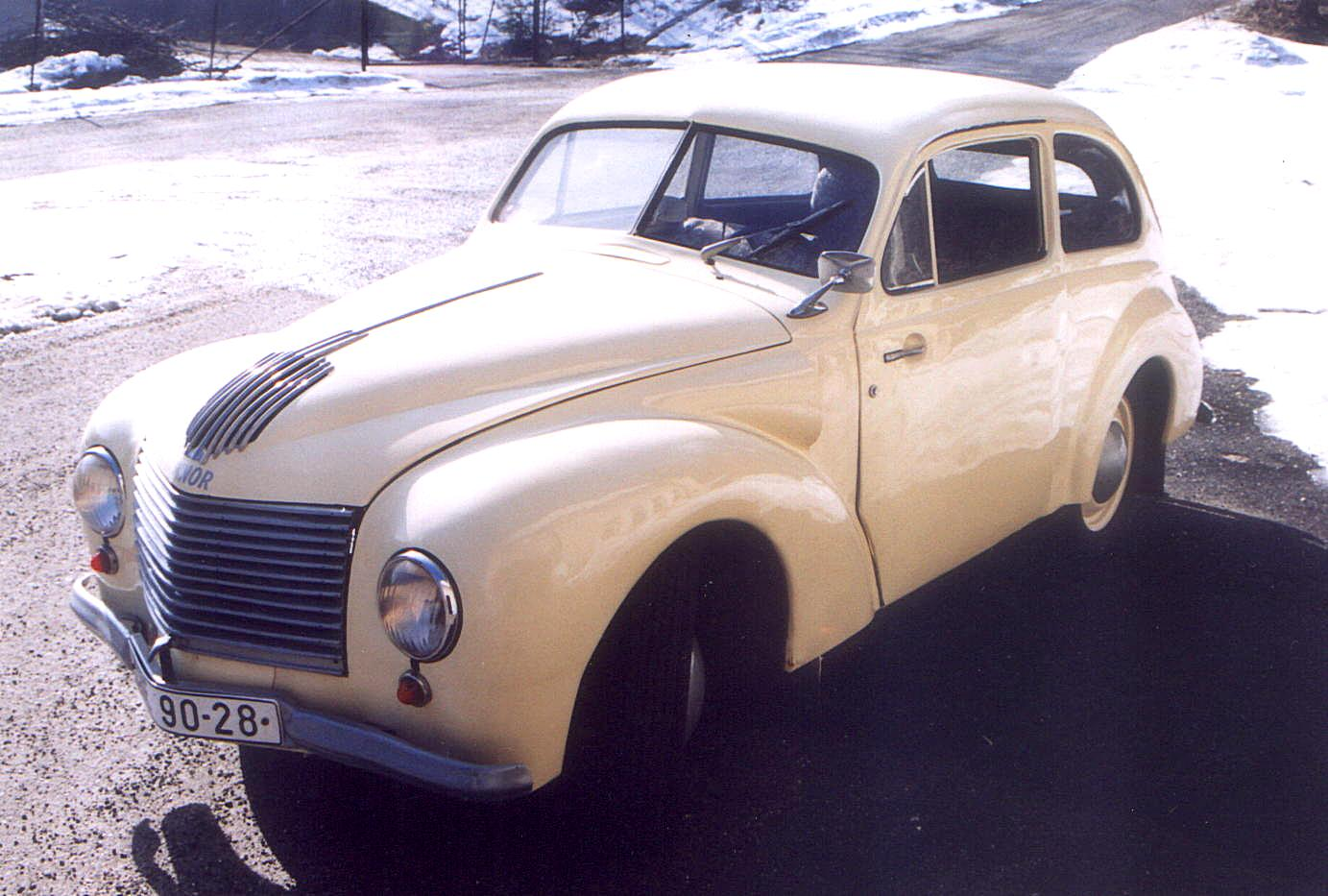
Aero Minor II

Машина стала називатися «Аеро Мінор 2». Шасі й мотор цієї машини поставляв завод «Вальтер», остаточне складання проходило на потужностях «Аеро». Цей авто мав 2-циліндровий 2-тактний двигун, об'ємом 616 см3, який давав віддачу в 20 к. с., що дозволяло, проте, розвивати 95 км/год.
З цією машиною, однак, завод «Аеро» воскресив свої спортивні традиції. 1948 року колишній гонщик фірми «Вальтер» — Іван Ходак завойовує перше місце в польських гонках — Raid Polski, в командному заліку «Аеро» також займає перше місце, випередивши команду «Шкоди».

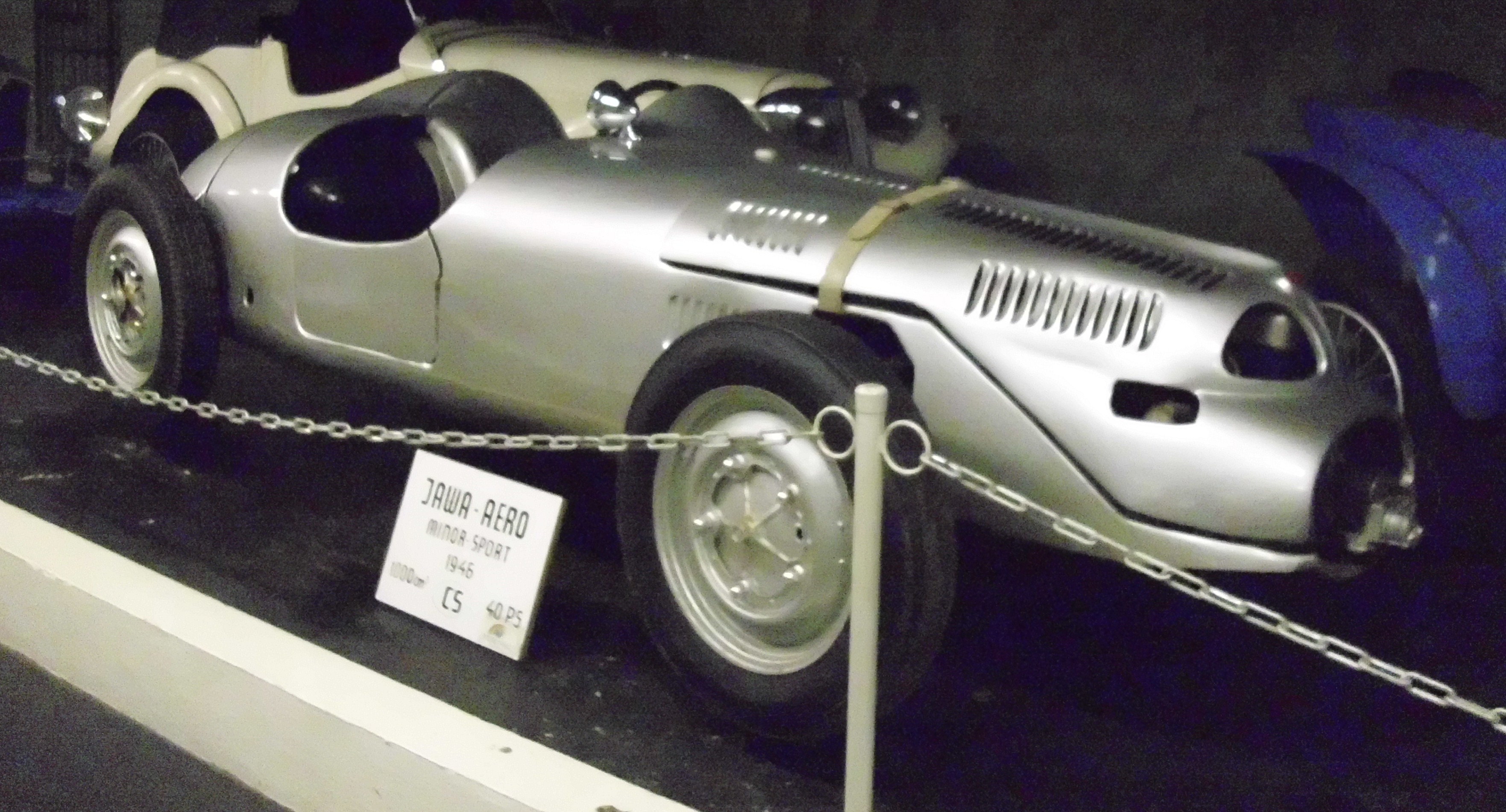
Aero Minor Le Mans

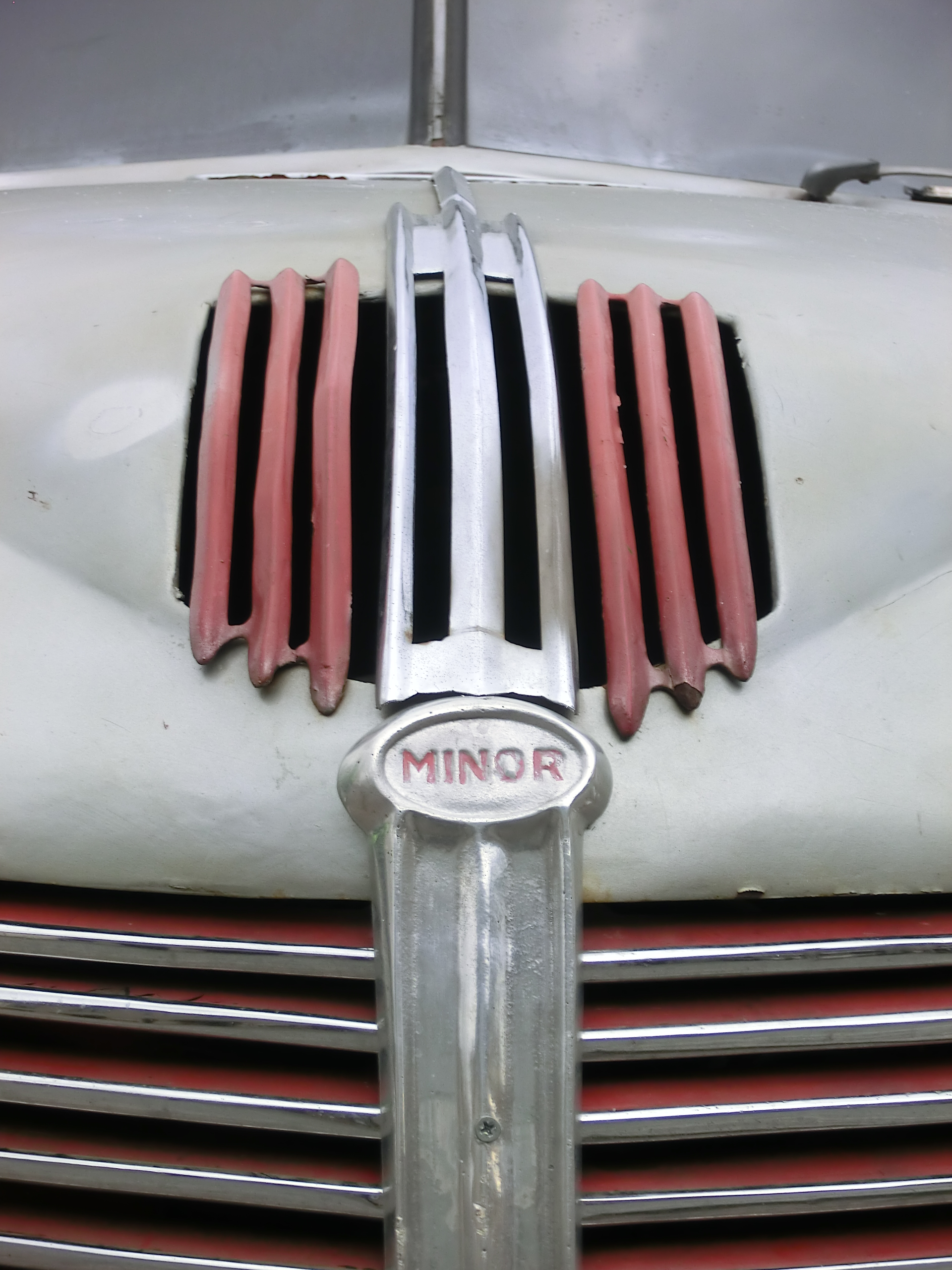
Логотип Aero Minor

У 1949 році команда бере участь у Ле-Мані, де Леопольд Ланкман займає друге місце в класі автомобілів до 750 кубів. Його автомобіль був оснащений 750-кубовим мотором, потужністю 30 к. с.
Крім нього, «Аеро» зайняли ще 5, 6 і 9 місця. В гонках цього сезону брали участь такі гранди, як Ferrari, Aston Martin, Rilley, Singer, Healey, Frazer Nash, Talbot, Delage, Delahaye і Bentley.
В альпійських гонках того ж року машина зайняла вже 1-ше місце у своєму класі і 17-те в загальному заліку.

## Припинення виробництва автомобілів

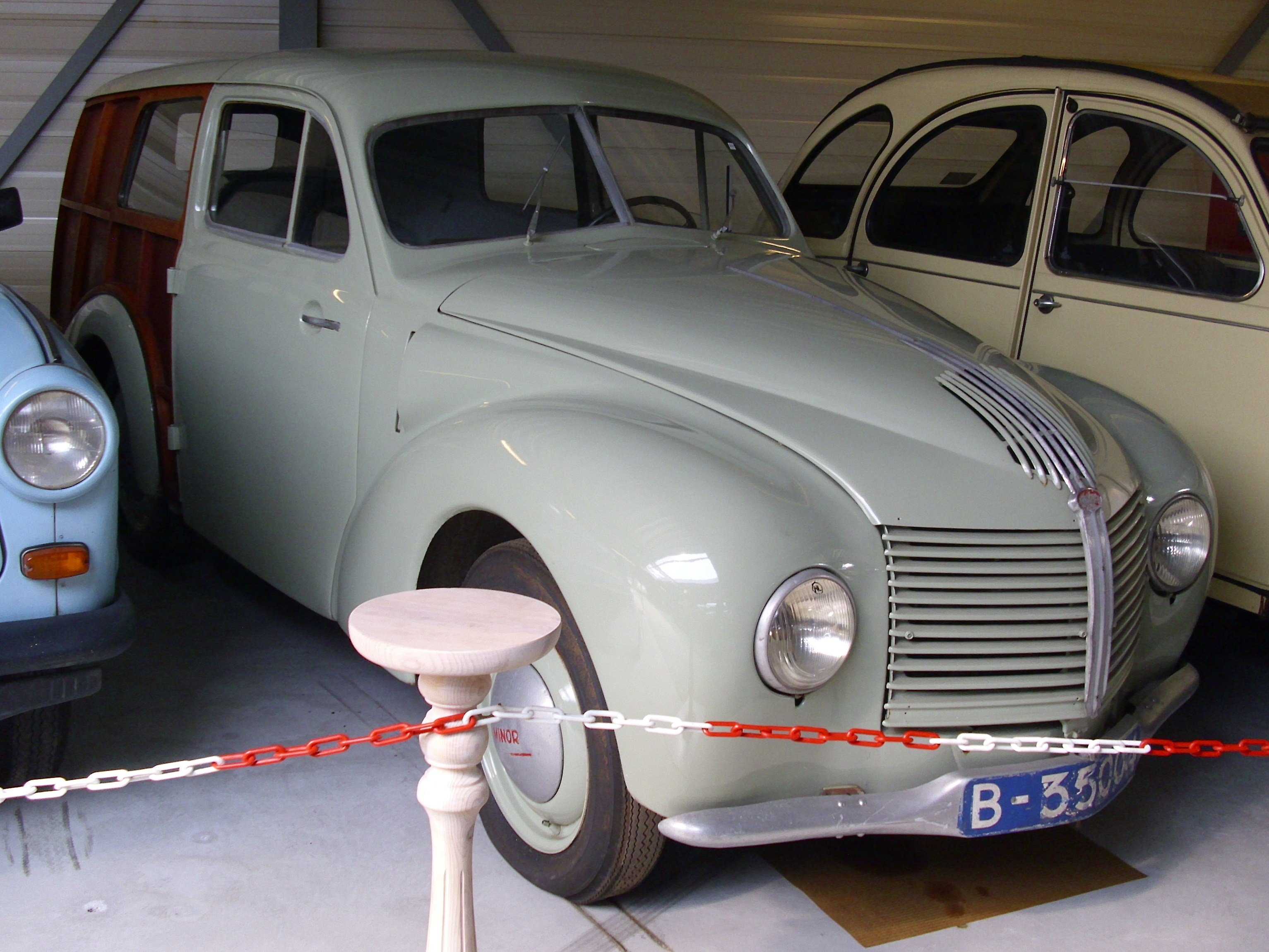
Aero Minor II Kombi

Minor II випускався до 1951 року, і було випущено за ці роки трохи більше 14 000 штук. 1951 року був побудований прототип Minor III, який повинен був прийти на зміну. На автомобіль поставили 650-кубовий мотор, потужністю 23 к. с.
Однак лінія партії вирішила, що завод повинен ґрунтовно переключитися на виробництво літаків. Фірма існує й донині, до речі, вона випускала і МіГ-19, і МіГ-21.

## Список автомобілів Aero
- 1929 — Aero 10
- 1931 — Aero 662
- 1932 — Aero 750
  - Aero 1000
- 1934 — Aero 30
- 1936 — Aero 50
- 1945 — Aero 150
- 1946 — Aero Minor II